# Lista över fornlämningar i Lekebergs kommun
Lista över fornlämningar i Lekebergs kommun är en förteckning av ett urval av de fornlämningar som finns i Lekebergs kommun.

## Edsberg
| Namn                                 | Lämningstyp                      | Tillkomsttid | Historisk indelning | Plats | Läge                 | ID-nr          | Bild                                      |
| ------------------------------------ | -------------------------------- | ------------ | ------------------- | ----- | -------------------- | -------------- | ----------------------------------------- |
| Edsberg 2:1                          | Gravfält                         |              | Edsberg, Närke      |       | 59.151076, 14.835472 | 10221900020001 | Ladda upp en bild av detta fornminne      |
| Edsberg 3:1                          | Gravfält                         |              | Edsberg, Närke      |       | 59.151416, 14.842271 | 10221900030001 | Ladda upp en bild av detta fornminne      |
| Edsberg 5:1                          | Stensättning                     |              | Edsberg, Närke      |       | 59.136094, 14.825213 | 10221900050001 | Ladda upp en bild av detta fornminne      |
| Edsberg 9:1                          | Stensättning                     |              | Edsberg, Närke      |       | 59.157376, 14.844804 | 10221900090001 | Ladda upp en bild av detta fornminne      |
| Edsberg 11:1                         | Gravfält                         |              | Edsberg, Närke      |       | 59.146038, 14.878909 | 10221900110001 | Ladda upp en bild av detta fornminne      |
| Edsberg 12:1                         | Stensättning                     |              | Edsberg, Närke      |       | 59.146300, 14.870916 | 10221900120001 | Ladda upp en bild av detta fornminne      |
| Brännebacken (Edsberg 14:1)          | Röse                             |              | Edsberg, Närke      |       | 59.147255, 14.915037 | 10221900140001 | Ladda upp en bild av detta fornminne      |
| Ättehöjden (Edsberg 16:1)            | Gravfält                         |              | Edsberg, Närke      |       | 59.113746, 14.850875 | 10221900160001 | Ladda upp en bild av detta fornminne      |
| Edsberg 17:1                         | Gravfält                         |              | Edsberg, Närke      |       | 59.110341, 14.850609 | 10221900170001 | Ladda upp en bild av detta fornminne      |
| Edsberg 19:1                         | Röse                             |              | Edsberg, Närke      |       | 59.148102, 14.916524 | 10221900190001 | Ladda upp en bild av detta fornminne      |
| Edsberg 20:1                         | Hög                              |              | Edsberg, Närke      |       | 59.138622, 14.925358 | 10221900200001 | Ladda upp en bild av detta fornminne      |
| Edsberg 21:1                         | Gravfält                         |              | Edsberg, Närke      |       | 59.140008, 14.925339 | 10221900210001 | Ladda upp en bild av detta fornminne      |
| Edsberg 23:1                         | Gravfält                         |              | Edsberg, Närke      |       | 59.145027, 14.928743 | 10221900230001 | Ladda upp en bild av detta fornminne      |
| Riseberga klosterruin (Edsberg 30:1) | Kloster                          |              | Edsberg, Närke      |       | 59.154444, 14.892937 | 10221900300001 | Ladda upp en till bild av detta fornminne |
| Edsberg 31:1                         | Stensättning                     |              | Edsberg, Närke      |       | 59.132323, 14.930027 | 10221900310001 | Ladda upp en bild av detta fornminne      |
| Edsberg 34:1                         | Gravfält                         |              | Edsberg, Närke      |       | 59.142754, 14.925465 | 10221900340001 | Ladda upp en bild av detta fornminne      |
| Edsberg 36:1                         | Husgrund, förhistorisk/medeltida |              | Edsberg, Närke      |       | 59.161272, 14.919836 | 10221900360001 | Ladda upp en bild av detta fornminne      |
| Edsberg 38:1                         | Gravfält                         |              | Edsberg, Närke      |       | 59.119653, 14.872470 | 10221900380001 | Ladda upp en bild av detta fornminne      |
| Edsberg 40:1                         | Gravfält                         |              | Edsberg, Närke      |       | 59.126095, 14.885449 | 10221900400001 | Ladda upp en bild av detta fornminne      |
| Edsberg 43:1                         | Gravfält                         |              | Edsberg, Närke      |       | 59.118123, 14.863631 | 10221900430001 | Ladda upp en bild av detta fornminne      |
| Edsberg 44:1                         | Hög                              |              | Edsberg, Närke      |       | 59.118861, 14.862861 | 10221900440001 | Ladda upp en bild av detta fornminne      |
| Edsberg 48:1                         | Runristning                      |              | Edsberg, Närke      |       | 59.124925, 14.891021 | 10221900480001 | Ladda upp en bild av detta fornminne      |
| Sänderbacken (Edsberg 51:1)          | Gravfält                         |              | Edsberg, Närke      |       | 59.118277, 14.840770 | 10221900510001 | Ladda upp en bild av detta fornminne      |
| Hjältestenen (Edsberg 54:1)          | Grav markerad av sten/block      |              | Edsberg, Närke      |       | 59.115426, 14.875114 | 10221900540001 | Ladda upp en bild av detta fornminne      |
| Edsberg 55:1                         | Stenkrets                        |              | Edsberg, Närke      |       | 59.114743, 14.875442 | 10221900550001 | Ladda upp en bild av detta fornminne      |
| Edsberg 56:1                         | Stensättning                     |              | Edsberg, Närke      |       | 59.106471, 14.876477 | 10221900560001 | Ladda upp en bild av detta fornminne      |
| Bocklebacken (Edsberg 59:1)          | Gravfält                         |              | Edsberg, Närke      |       | 59.092824, 14.865768 | 10221900590001 | Ladda upp en bild av detta fornminne      |
| Edsberg 63:1                         | Husgrund, förhistorisk/medeltida |              | Edsberg, Närke      |       | 59.154915, 14.892481 | 10221900630001 | Ladda upp en bild av detta fornminne      |
| Edsberg 76:1                         | Gravfält                         |              | Edsberg, Närke      |       | 59.167054, 14.882950 | 10221900760001 | Ladda upp en bild av detta fornminne      |
| Edsberg 77:1                         | Röse                             |              | Edsberg, Närke      |       | 59.167494, 14.883852 | 10221900770001 | Ladda upp en bild av detta fornminne      |
| Edsberg 77:2                         | Röse                             |              | Edsberg, Närke      |       | 59.167642, 14.883941 | 10221900770002 | Ladda upp en bild av detta fornminne      |
| Edsberg 82:1                         | Hög                              |              | Edsberg, Närke      |       | 59.146890, 14.885221 | 10221900820001 | Ladda upp en bild av detta fornminne      |
| Edsberg 94:1                         | Gravfält                         |              | Edsberg, Närke      |       | 59.147192, 14.879588 | 10221900940001 | Ladda upp en bild av detta fornminne      |
| Edsberg 95:1                         | Gravfält                         |              | Edsberg, Närke      |       | 59.145512, 14.879604 | 10221900950001 | Ladda upp en bild av detta fornminne      |
| Edsberg 96:1                         | Stensättning                     |              | Edsberg, Närke      |       | 59.145422, 14.878439 | 10221900960001 | Ladda upp en bild av detta fornminne      |
| Edsberg 112:1                        | Hög                              |              | Edsberg, Närke      |       | 59.149777, 14.903455 | 10221901120001 | Ladda upp en bild av detta fornminne      |
| Edsberg 131:1                        | Stensättning                     |              | Edsberg, Närke      |       | 59.109664, 14.869447 | 10221901310001 | Ladda upp en bild av detta fornminne      |
| Edsberg 143:1                        | Stensättning                     |              | Edsberg, Närke      |       | 59.141878, 14.866516 | 10221901430001 | Ladda upp en bild av detta fornminne      |
| Knista 81:1                          | Stensättning                     |              | Edsberg, Närke      |       | 59.159271, 14.911541 | 10224100810001 | Ladda upp en bild av detta fornminne      |

## Hackvad
| Namn                       | Lämningstyp  | Tillkomsttid | Historisk indelning | Plats | Läge                 | ID-nr          | Bild                                 |
| -------------------------- | ------------ | ------------ | ------------------- | ----- | -------------------- | -------------- | ------------------------------------ |
| Hackvad 4:1                | Stensättning |              | Hackvad, Närke      |       | 59.143242, 14.950943 | 10223000040001 | Ladda upp en bild av detta fornminne |
| Hackvad 5:1                | Gravfält     |              | Hackvad, Närke      |       | 59.143872, 14.950882 | 10223000050001 | Ladda upp en bild av detta fornminne |
| Hackvad 12:1               | Stensättning |              | Hackvad, Närke      |       | 59.092040, 14.890060 | 10223000120001 | Ladda upp en bild av detta fornminne |
| Hackvad 17:1               | Stensättning |              | Hackvad, Närke      |       | 59.095020, 14.915462 | 10223000170001 | Ladda upp en bild av detta fornminne |
| Hackvad 19:1               | Röse         |              | Hackvad, Närke      |       | 59.097316, 14.906051 | 10223000190001 | Ladda upp en bild av detta fornminne |
| Hackvad 19:2               | Stenkrets    |              | Hackvad, Närke      |       | 59.097156, 14.905726 | 10223000190002 | Ladda upp en bild av detta fornminne |
| Hackvad 19:3               | Stensättning |              | Hackvad, Närke      |       | 59.097071, 14.905519 | 10223000190003 | Ladda upp en bild av detta fornminne |
| Hackvad 20:1               | Stensättning |              | Hackvad, Närke      |       | 59.102290, 14.895941 | 10223000200001 | Ladda upp en bild av detta fornminne |
| Hackvad 20:2               | Stensättning |              | Hackvad, Närke      |       | 59.102286, 14.896094 | 10223000200002 | Ladda upp en bild av detta fornminne |
| Hackvad 21:1               | Hög          |              | Hackvad, Närke      |       | 59.132352, 14.973663 | 10223000210001 | Ladda upp en bild av detta fornminne |
| Hackvad 22:1               | Stensättning |              | Hackvad, Närke      |       | 59.129329, 14.978354 | 10223000220001 | Ladda upp en bild av detta fornminne |
| Hackvad 23:1               | Gravfält     |              | Hackvad, Närke      |       | 59.124617, 14.934888 | 10223000230001 | Ladda upp en bild av detta fornminne |
| Hackvad 27:1               | Gravfält     |              | Hackvad, Närke      |       | 59.131367, 14.911131 | 10223000270001 | Ladda upp en bild av detta fornminne |
| Hackvad 28:1               | Gravfält     |              | Hackvad, Närke      |       | 59.105748, 14.897784 | 10223000280001 | Ladda upp en bild av detta fornminne |
| Domarbacken (Hackvad 30:1) | Gravfält     |              | Hackvad, Närke      |       | 59.119189, 14.924437 | 10223000300001 | Ladda upp en bild av detta fornminne |
| Vilsta ör (Hackvad 31:1)   | Gravfält     |              | Hackvad, Närke      |       | 59.116679, 14.924578 | 10223000310001 | Ladda upp en bild av detta fornminne |
| Hackvad 54:1               | Stensättning |              | Hackvad, Närke      |       | 59.130850, 14.911653 | 10223000540001 | Ladda upp en bild av detta fornminne |
| Hackvad 55:1               | Stensättning |              | Hackvad, Närke      |       | 59.131969, 14.910572 | 10223000550001 | Ladda upp en bild av detta fornminne |
| Hackvad 59                 | Hällristning |              | Hackvad, Närke      |       | 59.131682, 14.912337 | 12000000014339 | Ladda upp en bild av detta fornminne |
| Hackvad 61                 | Hällristning |              | Hackvad, Närke      |       | 59.116398, 14.910004 | 12000000014589 | Ladda upp en bild av detta fornminne |

## Hidinge
| Namn                            | Lämningstyp    | Tillkomsttid | Historisk indelning | Plats | Läge                 | ID-nr          | Bild                                 |
| ------------------------------- | -------------- | ------------ | ------------------- | ----- | -------------------- | -------------- | ------------------------------------ |
| Hidinge 2:1                     | Stensättning   |              | Hidinge, Närke      |       | 59.236440, 14.905923 | 10223400020001 | Ladda upp en bild av detta fornminne |
| Hidinge 4:1                     | Hög            |              | Hidinge, Närke      |       | 59.230948, 14.902914 | 10223400040001 | Ladda upp en bild av detta fornminne |
| Klunkhytte skans (Hidinge 10:1) | Fornborg       |              | Hidinge, Närke      |       | 59.268204, 14.811111 | 10223400100001 | Ladda upp en bild av detta fornminne |
| Hidinge 31:1                    | Röse           |              | Hidinge, Närke      |       | 59.255362, 14.817286 | 10223400310001 | Ladda upp en bild av detta fornminne |
| Hidinge 31:2                    | Röse           |              | Hidinge, Närke      |       | 59.255841, 14.816934 | 10223400310002 | Ladda upp en bild av detta fornminne |
| Hidinge 41:1                    | Hög            |              | Hidinge, Närke      |       | 59.233312, 14.914215 | 10223400410001 | Ladda upp en bild av detta fornminne |
| Hidinge 85:1                    | Gravfält       |              | Hidinge, Närke      |       | 59.248944, 14.916997 | 10223400850001 | Ladda upp en bild av detta fornminne |
| Hidinge 166                     | Hällristning   |              | Hidinge, Närke      |       | 59.233014, 14.901880 | 12000000122449 | Ladda upp en bild av detta fornminne |
| Hidinge 168                     | Stenkammargrav |              | Hidinge, Närke      |       | 59.233974, 14.903910 | 12000000122527 | Ladda upp en bild av detta fornminne |

## Knista
| Namn                      | Lämningstyp                      | Tillkomsttid | Historisk indelning | Plats | Läge                 | ID-nr          | Bild                                      |
| ------------------------- | -------------------------------- | ------------ | ------------------- | ----- | -------------------- | -------------- | ----------------------------------------- |
| Knista 1:1                | Gravfält                         |              | Knista, Närke       |       | 59.188973, 14.893036 | 10224100010001 | Ladda upp en bild av detta fornminne      |
| Knista 2:1                | Gravfält                         |              | Knista, Närke       |       | 59.188653, 14.894466 | 10224100020001 | Ladda upp en bild av detta fornminne      |
| Spökkullen (Knista 3:1)   | Gravfält                         |              | Knista, Närke       |       | 59.185603, 14.893828 | 10224100030001 | Ladda upp en till bild av detta fornminne |
| Knista 4:1                | Stensättning                     |              | Knista, Närke       |       | 59.185248, 14.901932 | 10224100040001 | Ladda upp en bild av detta fornminne      |
| Knista 5:1                | Stensättning                     |              | Knista, Närke       |       | 59.186174, 14.902898 | 10224100050001 | Ladda upp en bild av detta fornminne      |
| Knista 5:2                | Stensättning                     |              | Knista, Närke       |       | 59.186301, 14.902915 | 10224100050002 | Ladda upp en bild av detta fornminne      |
| Knista 6:1                | Röse                             |              | Knista, Närke       |       | 59.179031, 14.892448 | 10224100060001 | Ladda upp en bild av detta fornminne      |
| Knista 7:1                | Stensättning                     |              | Knista, Närke       |       | 59.187615, 14.904864 | 10224100070001 | Ladda upp en bild av detta fornminne      |
| Knista 7:2                | Stensättning                     |              | Knista, Närke       |       | 59.187753, 14.904895 | 10224100070002 | Ladda upp en bild av detta fornminne      |
| Knista 10:1               | Stenkrets                        |              | Knista, Närke       |       | 59.170157, 14.862881 | 10224100100001 | Ladda upp en bild av detta fornminne      |
| Knista 16:1               | Hög                              |              | Knista, Närke       |       | 59.175056, 14.891953 | 10224100160001 | Ladda upp en bild av detta fornminne      |
| Knista 20:1               | Stensättning                     |              | Knista, Närke       |       | 59.181393, 14.905139 | 10224100200001 | Ladda upp en bild av detta fornminne      |
| Knista 20:2               | Stensättning                     |              | Knista, Närke       |       | 59.181565, 14.905031 | 10224100200002 | Ladda upp en bild av detta fornminne      |
| Knista 20:3               | Stensättning                     |              | Knista, Närke       |       | 59.181788, 14.904941 | 10224100200003 | Ladda upp en bild av detta fornminne      |
| Knista 22:1               | Stensättning                     |              | Knista, Närke       |       | 59.187414, 14.897544 | 10224100220001 | Ladda upp en bild av detta fornminne      |
| Enriskullen (Knista 27:1) | Gravfält                         |              | Knista, Närke       |       | 59.194079, 14.900628 | 10224100270001 | Ladda upp en bild av detta fornminne      |
| Knista 29:1               | Stensättning                     |              | Knista, Närke       |       | 59.202129, 14.898655 | 10224100290001 | Ladda upp en bild av detta fornminne      |
| Knista 29:2               | Hög                              |              | Knista, Närke       |       | 59.202125, 14.898813 | 10224100290002 | Ladda upp en bild av detta fornminne      |
| Knista 29:3               | Stensättning                     |              | Knista, Närke       |       | 59.202086, 14.898643 | 10224100290003 | Ladda upp en bild av detta fornminne      |
| Knista 30:1               | Stensättning                     |              | Knista, Närke       |       | 59.183929, 14.885717 | 10224100300001 | Ladda upp en bild av detta fornminne      |
| Knista 33:1               | Gravfält                         |              | Knista, Närke       |       | 59.212970, 14.886706 | 10224100330001 | Ladda upp en bild av detta fornminne      |
| Knista 34:1               | Gravfält                         |              | Knista, Närke       |       | 59.220498, 14.883182 | 10224100340001 | Ladda upp en bild av detta fornminne      |
| Kummelåsen (Knista 35:1)  | Gravfält                         |              | Knista, Närke       |       | 59.210187, 14.884906 | 10224100350001 | Ladda upp en bild av detta fornminne      |
| Knista 36:1               | Stensättning                     |              | Knista, Närke       |       | 59.168023, 14.889062 | 10224100360001 | Ladda upp en bild av detta fornminne      |
| Knista 36:2               | Stensättning                     |              | Knista, Närke       |       | 59.168030, 14.888764 | 10224100360002 | Ladda upp en bild av detta fornminne      |
| Knista 69:2               | Stensättning                     |              | Knista, Närke       |       | 59.202736, 14.899092 | 10224100690002 | Ladda upp en bild av detta fornminne      |
| Knista 71:1               | Hällristning                     |              | Knista, Närke       |       | 59.188726, 14.893983 | 10224100710001 | Ladda upp en bild av detta fornminne      |
| Knista 76:1               | Stensättning                     |              | Knista, Närke       |       | 59.189269, 14.904628 | 10224100760001 | Ladda upp en bild av detta fornminne      |
| Knista 78:1               | Stensättning                     |              | Knista, Närke       |       | 59.177621, 14.892708 | 10224100780001 | Ladda upp en bild av detta fornminne      |
| Knista 78:2               | Stensättning                     |              | Knista, Närke       |       | 59.177732, 14.892705 | 10224100780002 | Ladda upp en bild av detta fornminne      |
| Knista 102:1              | Ristning, medeltid/historisk tid |              | Knista, Närke       |       | 59.220339, 14.681618 | 10224101020001 | Ladda upp en bild av detta fornminne      |
| Knista 103:1              | Ristning, medeltid/historisk tid |              | Knista, Närke       |       | 59.202735, 14.830240 | 10224101030001 | Ladda upp en bild av detta fornminne      |
| Edsberg 74:1              | Hög                              |              | Knista, Närke       |       | 59.173798, 14.851280 | 10221900740001 | Ladda upp en bild av detta fornminne      |

## Kräcklinge
| Namn                       | Lämningstyp  | Tillkomsttid | Historisk indelning | Plats | Läge                 | ID-nr          | Bild                                      |
| -------------------------- | ------------ | ------------ | ------------------- | ----- | -------------------- | -------------- | ----------------------------------------- |
| Kräcklinge 1:1             | Stensättning |              | Kräcklinge, Närke   |       | 59.149658, 14.972240 | 10224300010001 | Ladda upp en bild av detta fornminne      |
| Kräcklinge 1:2             | Stensättning |              | Kräcklinge, Närke   |       | 59.149573, 14.972245 | 10224300010002 | Ladda upp en bild av detta fornminne      |
| Kräcklinge 4:1             | Stensättning |              | Kräcklinge, Närke   |       | 59.150354, 14.949611 | 10224300040001 | Ladda upp en bild av detta fornminne      |
| Kräcklinge 24:1            | Runristning  |              | Kräcklinge, Närke   |       | 59.172571, 14.981421 | 10224300240001 | Ladda upp en bild av detta fornminne      |
| Kräcklinge 28:1            | Stensättning |              | Kräcklinge, Närke   |       | 59.182286, 15.009015 | 10224300280001 | Ladda upp en bild av detta fornminne      |
| Kräcklinge 28:2            | Stensättning |              | Kräcklinge, Närke   |       | 59.182389, 15.009155 | 10224300280002 | Ladda upp en bild av detta fornminne      |
| Kapellet (Kräcklinge 38:1) | Kyrka/kapell |              | Kräcklinge, Närke   |       | 59.148026, 15.013730 | 10224300380001 | Ladda upp en till bild av detta fornminne |
| Kräcklinge 47:1            | Stensättning |              | Kräcklinge, Närke   |       | 59.132453, 15.009218 | 10224300470001 | Ladda upp en bild av detta fornminne      |
| Kräcklinge 53:1            | Gravfält     |              | Kräcklinge, Närke   |       | 59.155471, 14.979672 | 10224300530001 | Ladda upp en bild av detta fornminne      |
| Kräcklinge 55:1            | Gravfält     |              | Kräcklinge, Närke   |       | 59.155241, 14.976815 | 10224300550001 | Ladda upp en bild av detta fornminne      |
| Kräcklinge 56:1            | Hög          |              | Kräcklinge, Närke   |       | 59.147814, 14.976058 | 10224300560001 | Ladda upp en bild av detta fornminne      |
| Kräcklinge 80:1            | Stensättning |              | Kräcklinge, Närke   |       | 59.184971, 15.036030 | 10224300800001 | Ladda upp en bild av detta fornminne      |

## Kvistbro
| Namn                               | Lämningstyp  | Tillkomsttid | Historisk indelning | Plats | Läge                 | ID-nr          | Bild                                 |
| ---------------------------------- | ------------ | ------------ | ------------------- | ----- | -------------------- | -------------- | ------------------------------------ |
| Kvistbro 8:3                       | Stensättning |              | Kvistbro, Närke     |       | 59.160699, 14.825128 | 10224500080003 | Ladda upp en bild av detta fornminne |
| Kvistbro 8:4                       | Stensättning |              | Kvistbro, Närke     |       | 59.160555, 14.824953 | 10224500080004 | Ladda upp en bild av detta fornminne |
| Kvistbro 9:1                       | Gravfält     |              | Kvistbro, Närke     |       | 59.160030, 14.824424 | 10224500090001 | Ladda upp en bild av detta fornminne |
| Kvistbro 10:1                      | Hög          |              | Kvistbro, Närke     |       | 59.158063, 14.827915 | 10224500100001 | Ladda upp en bild av detta fornminne |
| Kvistbro 10:2                      | Stensättning |              | Kvistbro, Närke     |       | 59.157940, 14.828075 | 10224500100002 | Ladda upp en bild av detta fornminne |
| Kvistbro 14:1                      | Stensättning |              | Kvistbro, Närke     |       | 59.162040, 14.757160 | 10224500140001 | Ladda upp en bild av detta fornminne |
| Kvistbro 14:2                      | Stensättning |              | Kvistbro, Närke     |       | 59.162092, 14.757026 | 10224500140002 | Ladda upp en bild av detta fornminne |
| Kvistbro 14:3                      | Stensättning |              | Kvistbro, Närke     |       | 59.162264, 14.757005 | 10224500140003 | Ladda upp en bild av detta fornminne |
| Kvistbro 16:1                      | Gravfält     |              | Kvistbro, Närke     |       | 59.155704, 14.776286 | 10224500160001 | Ladda upp en bild av detta fornminne |
| Krokåsen (Kvistbro 41:1)           | Gravfält     |              | Kvistbro, Närke     |       | 59.175617, 14.849465 | 10224500410001 | Ladda upp en bild av detta fornminne |
| Kvistbro 55:1                      | Stensättning |              | Kvistbro, Närke     |       | 59.161637, 14.751763 | 10224500550001 | Ladda upp en bild av detta fornminne |
| Kvistbro 55:2                      | Stensättning |              | Kvistbro, Närke     |       | 59.161550, 14.751665 | 10224500550002 | Ladda upp en bild av detta fornminne |
| Kvistbro 55:3                      | Stensättning |              | Kvistbro, Närke     |       | 59.161303, 14.751466 | 10224500550003 | Ladda upp en bild av detta fornminne |
| Kvistbro 55:4                      | Stensättning |              | Kvistbro, Närke     |       | 59.160880, 14.751540 | 10224500550004 | Ladda upp en bild av detta fornminne |
| Kvistbro 56:1                      | Röse         |              | Kvistbro, Närke     |       | 59.152654, 14.753207 | 10224500560001 | Ladda upp en bild av detta fornminne |
| Kvistbro 56:2                      | Stensättning |              | Kvistbro, Närke     |       | 59.152648, 14.753403 | 10224500560002 | Ladda upp en bild av detta fornminne |
| Jungfrurösena (Kvistbro 59:1)      | Gravfält     |              | Kvistbro, Närke     |       | 59.156832, 14.760176 | 10224500590001 | Ladda upp en bild av detta fornminne |
| Borgaresjö skansar (Kvistbro 85:1) | Fornborg     |              | Kvistbro, Närke     |       | 59.187476, 14.711215 | 10224500850001 | Ladda upp en bild av detta fornminne |
| Tjuvbergsskansen (Kvistbro 87:1)   | Fornborg     |              | Kvistbro, Närke     |       | 59.190315, 14.715124 | 10224500870001 | Ladda upp en bild av detta fornminne |

## Tångeråsa
| Namn           | Lämningstyp  | Tillkomsttid | Historisk indelning | Plats | Läge                 | ID-nr          | Bild                                 |
| -------------- | ------------ | ------------ | ------------------- | ----- | -------------------- | -------------- | ------------------------------------ |
| Tångeråsa 28:1 | Stensättning |              | Tångeråsa, Närke    |       | 59.078330, 14.781692 | 10226600280001 | Ladda upp en bild av detta fornminne |
| Tångeråsa 28:2 | Stensättning |              | Tångeråsa, Närke    |       | 59.078325, 14.781853 | 10226600280002 | Ladda upp en bild av detta fornminne |
| Tångeråsa 28:3 | Stensättning |              | Tångeråsa, Närke    |       | 59.078254, 14.781657 | 10226600280003 | Ladda upp en bild av detta fornminne |
| Tångeråsa 28:4 | Stensättning |              | Tångeråsa, Närke    |       | 59.078503, 14.781889 | 10226600280004 | Ladda upp en bild av detta fornminne |
| Tångeråsa 54:1 | Gravfält     |              | Tångeråsa, Närke    |       | 59.083417, 14.794502 | 10226600540001 | Ladda upp en bild av detta fornminne |